# Ceratioidei

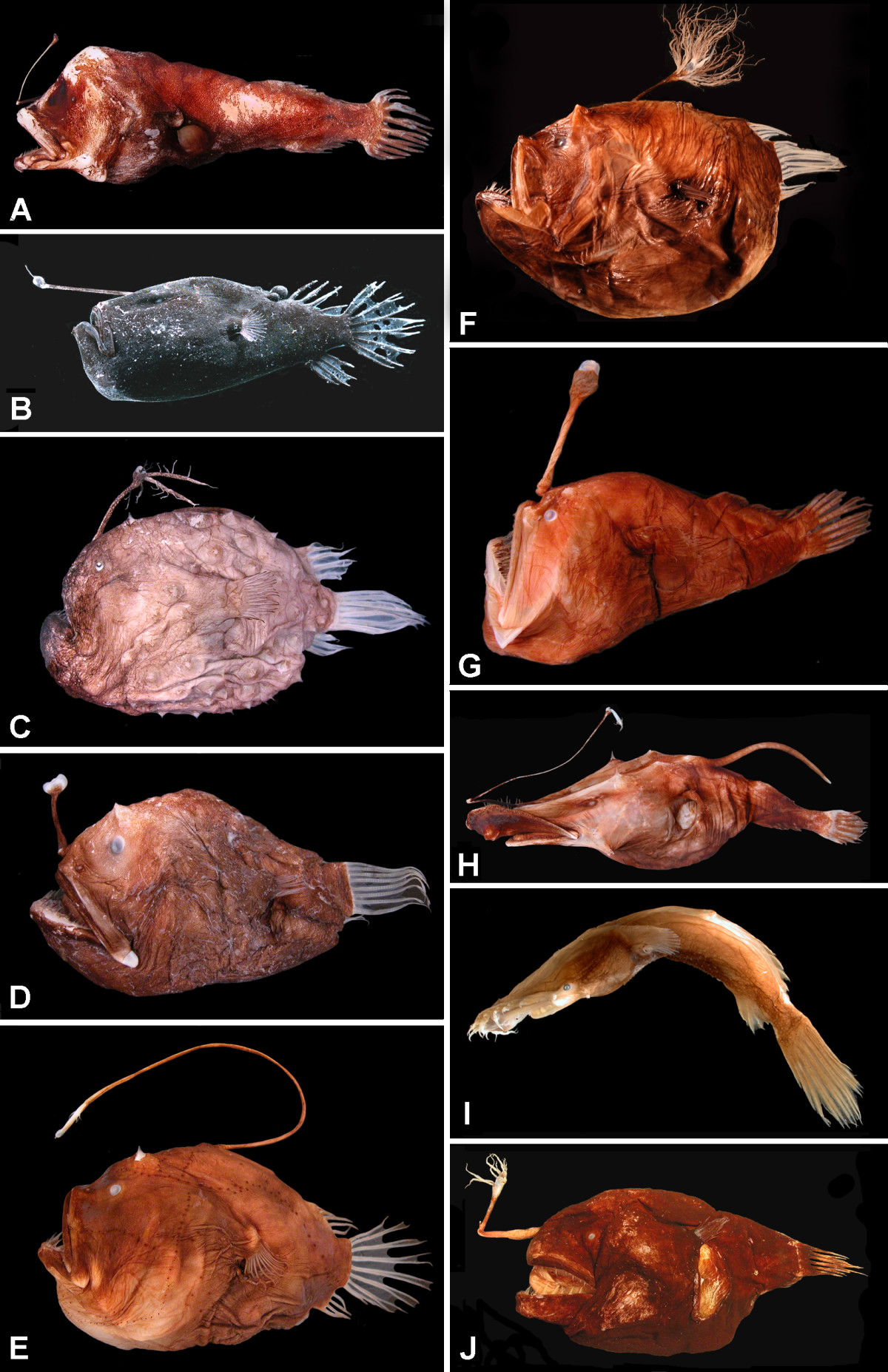
Representantes das diversas famílias:
A. Centrophrynidae: Centrophryne spinulosa, 136 mm
B. Ceratiidae: Cryptopsaras couesii 34.5 mm
C. Himantolophidae: Himantolophus appelii 124 mm
D. Diceratiidae: Diceratias trilobus 86 mm
E. Diceratiidae: Bufoceratias wedli 96 mm
F. Diceratiidae: Bufoceratias shaoi 101 mm
G. Melanocetidae: Melanocetus eustales 93 mm
H. Thaumatichthyidae: Lasiognathus amphirhamphus 157 mm
I. Thaumatichthyidae: Thaumatichthys binghami 83 mm
J. Oneirodidae: Chaenophryne quasiramifera 157 mm

Ceratioidei é uma subordem de peixes marinhos pertencente à ordem dos Lophiiformes que agrupa 11 famílias de peixes das águas profundas.

## Sistemática
A subordem Ceratioidei inclui as seguintes famílias:
- Centrophrynidae
- Ceratiidae
- Himantolophidae
- Diceratiidae
- Melanocetidae
- Thaumatichthyidae
- Oneirodidae
- Caulophrynidae
- Neoceratiidae
- Gigantactinidae
- Linophrynidae